# Chalinochromis
Chalinochromis is een geslacht van straalvinnige vissen uit de familie van de cichliden (Cichlidae).

## Soorten
- Chalinochromis brichardi Poll, 1974
- Chalinochromis popelini Brichard, 1989